# Najd
Il Najd, chiamato anche Nejd, Neged O Nujd (in arabo نجد‎? ovvero "altipiano"), è una antica regione del centro dell'Arabia Saudita, la cui principale città, Riyāḍ, è la capitale del Regno saudita.
Il Najd è un altipiano situato fra i 762 e i 1.525 metri. La parte orientale comprende numerosi villaggi sorti intorno a oasi, mentre il resto dell'altipiano è occupato dai beduini nomadi.
La regione fu strappata all'Impero ottomano da ʿAbd al-ʿAzīz Āl Saʿūd, che si ritagliò così un Sultanato grazie alla sua alleanza con il movimento hanbalita radicale del Wahhabismo, fra il 1899 e il 1912. Nel 1932, il Najd divenne una provincia della nuova Arabia Saudita.

## Sultani
L'elenco degli Emiri e dei Sultani del Najd è il seguente:
- Data ignota: Saʿūd I
- 1735-1765: Muḥammad I
- 1765-1803: ʿAbd al-ʿAzīz I
- 1803-1814: Saʿūd II
- 1814-1819: ʿAbd Allāh I
- 1819-1821: Misraḥi
- 1821-1834: Turkī
- 1834-1838: Fayṣal I
- 1838-1841: Khālid I
- 1841-1843: ʿAbd Allāh II del Najd
- 1843-1865: Fayṣal I
- 1865-1871: ʿAbd Allāh III
- 1871-1874: Saʿūd III
- 1874-1887: ʿAbd Allāh III
- 1887-1891: ʿAbd al-Raḥmān del Najd
- 1891-1902: Muḥammad II del Najd
- 1902-1953: ʿAbd al-ʿAzīz b. ʿAbd al-Raḥmān Āl Saʿūd (ʿAbd al-ʿAzīz II)
  - Emiro del Najd nel 1902
  - Re del Ḥijāz nel 1926
  - Re del Ḥijāz e del Najd nel 1927
  - Re dell'Arabia Saudita nel 1932

I suoi successori sono ugualmente Re dell'Arabia Saudita, per l'unificazione dei due Regni del Najd e dell'Ḥijāz :
- 1953-1964: Saʿūd IV
- 1964-1975: Fayṣal II
- 1975-1982: Khālid I
- 1982-2005: Fahd I
- 2005-2015: ʿAbd Allāh IV
- 2015 a oggi: Salmān b. ʿAbd al-ʿAzīz Āl Saʿūd